# Rogal

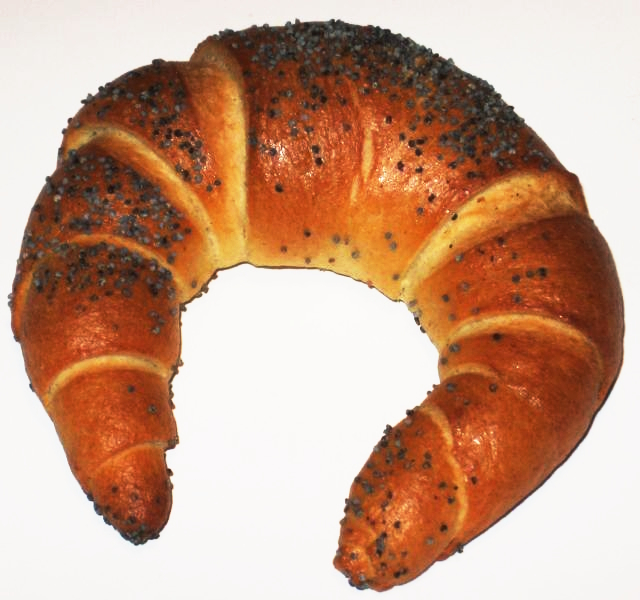
Rogalik

Rogal – bułka w kształcie półksiężyca, rodzaj delikatnego pieczywa, zazwyczaj pszennego, czasem nadziewanego.

## Kuchnia polska
Rogale formuje się poprzez zwijanie trójkątnego placka. Sposób wypieku dobiera się tak, aby wypieczona skórka była gruba i krucha. Rogalik zazwyczaj posypany jest makiem, innym ziarnem bądź kruszonką. 